# إقليم نغوزي
إقليم نغوزي (بالإنجليزية: Ngozi Province) هو إقليم في بوروندي، بلغ عدد سكانه 660,717  نسمة وذلك حسب إحصائيات سنة 2008، عاصمته نغوزي، تبلغ مساحته 1,473.86 كيلومتر مربع.

## الموقع
يشترك في الحدود مع:
- إقليم كيروندو
  - إقليم جيتيغا
  - إقليم كاروزي
  - إقليم موينغا
  - إقليم كايانزا.

## التقسيمات الإدارية
- Commune of Busiga [الإنجليزية]‏
- Commune of Gashikanwa [الإنجليزية]‏
- Commune of Kiremba [الإنجليزية]‏
- Commune of Marangara [الإنجليزية]‏
- Commune of Mwumba [الإنجليزية]‏
- نغوزي
- Commune of Nyamurenza [الإنجليزية]‏
- Commune of Ruhororo [الإنجليزية]‏
- Commune of Tangara [الإنجليزية]‏.